# Вале Доне (Кротоне)
Вале Доне је насеље у Италији у округу Кротоне, региону Калабрија.
Према процени из 2011. у насељу је живело 21 становника. Насеље се налази на надморској висини од 63 м.